# 22617 Vidphananu
22617 Vidphananu este un asteroid din centura principală de asteroizi.

## Descriere
22617 Vidphananu este un asteroid din centura principală de asteroizi. A fost descoperit pe 23 mai 1998 la Stația Anderson Mesa în cadrul programului LONEOS. Asteroidul prezintă o orbită caracterizată de o semiaxă mare de 2,31 ua, o excentricitate de 0,15 și o înclinație de 4,0° în raport cu ecliptica.